# ノーボトム
NO BOTTOM!（ノーボトム！）は、お笑いと音楽を融合させた音楽ユニットである。元底ぬけAIR-LINEの古坂と小島が、2003年9月に結成した。
2008年頃にNBR (NEW BUSHIDOU RAVERS) へ改名した。

## メンバー

### 現在のメンバー
- 古坂大魔王（1973年7月17日 - ）本名：古坂 和仁（こさか かずひと）。底ぬけ時代からのメンバー。
- DJ YOROY (KEnT@) （1969年8月5日 - ）

### サポートメンバー
- 3D
- ゆうてん

### 元メンバー
- 忍丸（1973年5月29日 - ）本名：小島 忍（こじま しのぶ）。底ぬけ時代からのメンバー。現在はゲーム開発プロデューサー。
- タカミ（1976年10月5日 - ）本名：高見眞介。結成時からの初期メンバー。現在も古坂と交流があり2017年「関ジャム 完全燃SHOW」で共演している。
- HiRo（1985年11月19日 - ）
- NAON（1981年5月13日 - ）本名:二見 直子（ふたみ なおこ）。のちにアンタッチャブルの柴田英嗣と婚姻したが2015年に離婚する。
- SIZUKA（1976年9月10日 - ）初代ボーカル。本名：坪井志津香（つぼい しずか）。後にアンジャッシュの児嶋一哉と婚姻する。

## ディスコグラフィー
シングル
- GO!GO!タイルマーン
- ドドンパ
  - ドドンパ HARDCORE REMIXES
- サンバ・ジャ・ネイヨ・ネブタ・ダヨ
- 俺ら東京さ行ぐだ (I'LL GO TO TOKYO) / TIN-DON-

DANCE
- X'mas DISCO

アルバム
- ノーボトム！ワン
- 古坂大魔王とたかみくん
- 祭場traX
- SFエンニチ
- MATUREMIX

参加作品
- 「Wasshoi !!」（mihimaru GT、『パンキッシュ☆』のカップリング曲／古坂のみ）